# Lijst van voetbalinterlands Algerije - Kameroen
Deze lijst van voetbalinterlands is een overzicht van alle officiële voetbalwedstrijden tussen de nationale teams van Algerije en Kameroen. De landen hebben tot op heden elf keer tegen elkaar gespeeld. De eerste ontmoeting was een halve finale van de Afrika Cup 1984 in Bouaké (Ivoorkust) op 14 maart 1984. Het laatste duel, een kwalificatiewedstrijd voor het Wereldkampioenschap voetbal 2022, werd gespeeld op 29 maart 2022 in Blida.

## Wedstrijden
| №  | Plaats      | Datum            | Competitie           | Wedstrijd           | Uitslag |
| -- | ----------- | ---------------- | -------------------- | ------------------- | ------- |
| 1  | Bouaké      | 14 maart 1984    | Afrika Cup 1984      | Kameroen − Algerije | 0 − 0   |
| 2  | Alexandrië  | 14 maart 1986    | Afrika Cup 1986      | Kameroen − Algerije | 3 − 2   |
| 3  | Dakar       | 15 februari 1991 | Vriendschappelijk    | Algerije − Kameroen | 0 − 0   |
| 4  | Libreville  | 28 november 1995 | Vriendschappelijk    | Algerije − Kameroen | 4 − 0   |
| 5  | Ouagadougou | 15 februari 1998 | Afrika Cup 1998      | Kameroen − Algerije | 2 − 1   |
| 6  | Accra       | 6 februari 2000  | Afrika Cup 2000      | Kameroen − Algerije | 2 − 1   |
| 7  | Sousse      | 25 januari 2004  | Afrika Cup 2004      | Kameroen − Algerije | 1 − 1   |
| 8  | Blida       | 9 oktober 2016   | WK 2018 kwalificatie | Algerije − Kameroen | 1 − 1   |
| 9  | Yaoundé     | 7 oktober 2017   | WK 2018 kwalificatie | Kameroen − Algerije | 2 − 0   |
| 10 | Douala      | 25 maart 2022    | WK 2022 kwalificatie | Kameroen − Algerije | 0 − 1   |
| 11 | Blida       | 29 maart 2022    | WK 2022 kwalificatie | Algerije − Kameroen | 1 − 2   |

## Samenvatting
| Competitie        | Totaal gespeeld | Winst Algerije | Gelijk | Winst Kameroen | Doelsaldo Algerije – Kameroen |
| ----------------- | --------------- | -------------- | ------ | -------------- | ----------------------------- |
| WK-kwalificatie   | 4               | 1              | 1      | 2              | 3 − 5                         |
| Afrika Cup        | 5               | 0              | 2      | 3              | 5 − 8                         |
| Vriendschappelijk | 2               | 1              | 1      | 0              | 4 − 0                         |
| Totaal            | 11              | 2              | 4      | 5              | 12 − 13                       |

Wedstrijden bepaald door strafschoppen worden, in lijn met de FIFA, als een gelijkspel gerekend.